# Sílvia Aymerich i Lemos
Sílvia Aymerich i Lemos (Barcelona, 1957) és llicenciada en Ciències Biològiques i en Filologia Anglogermànica per la Universitat de Barcelona, mestra de català per la Universitat Autònoma, i diplomada en Traducció per la Universitat de Perpinyà.
Ha publicat entre d'altres: La meva Europa (Premi Amadeu Oller 1985), Berlín Zoo (1991), Els déus de Califòrnia (Premi Ciutat d'Elx 1993), Ulls de pantera (1994) i Gelati! (1998).